# Coelogyne prasina
Coelogyne prasina är en orkidéart som beskrevs av Henry Nicholas Ridley.
Coelogyne prasina ingår i släktet Coelogyne och familjen orkidéer. Inga underarter finns listade i Catalogue of Life.